# 安卡拉之战
安哥拉之战指1402年奥斯曼帝国和帖木儿帝国之间发生于今土耳其安卡拉（旧译安哥拉）附近的战役。
1402年春，帖木儿率大军15万人左右发动对奥斯曼帝国的战争，数月之间即兵临安卡拉城下。鄂圖曼苏丹“雷霆”巴耶济德一世率军7万人左右利用安卡拉以东的森林设防，以降低帖木儿骑兵的机动优势。帖木儿遂于7月20日率军由南面迂回攻城，迫使巴耶济德回军救援。双方不久相会于平原之上，帖木儿遂发挥骑兵优势集中兵力攻击巴耶济德军左翼。
激战半日后，巴耶济德军中的鞑靼军队和安纳托利亚联军先后倒向帖木儿，巴耶济德本军随即崩溃，其本人被俘。帖木儿获胜后并没有继续对奥斯曼帝国的进攻，因为正获得探子来的情报而迅速回师撒马尔罕，筹备征服中国，他不久卻死在征討明帝國的路上。另一方面这次失败使奥斯曼帝国大伤元气，進入了王位空懸的十年內戰，延缓了拜占廷帝国的灭亡近半個世紀，同时也解除了帖木儿入侵中国时的后顾之忧。